# Carol Nugent
Carol Lou Nugent (* 7. Juli 1937 in Los Angeles, Kalifornien) ist eine US-amerikanische Schauspielerin, die ihre Laufbahn als Kinderdarstellerin begann und bis 1968 in über zwanzig Spielfilmen mitwirkte.

## Leben
Carol Lou Nugent wurde 1937 in Los Angeles geboren. Ihr Vater war Angestellter bei Metro-Goldwyn-Mayer, ihre Mutter Talentagentin, die sowohl für Carol als auch für ihre jüngere Schwester Judy das Management übernahm.
Ihren ersten Filmauftritt hatte Nugent 1944 mit sieben Jahren in Secret Command. In den folgenden Jahren wirkte sie in drei weiteren Filmen als Kinderdarsteller mit, darunter auch an der Seite ihrer jüngeren Schwester. Zu ihren bekanntesten Filmen zählten Im Dutzend billiger von 1950 sowie dessen Fortsetzung Im Dutzend heiratsfähig von 1952, in denen sie die Rolle der Lillie Gilbreth verkörperte.
Als Jugendliche spielte Nugent überwiegend in Fernsehserien sowie in B-Movies mit. Nachdem ihre Karriere nachgelassen hatte, beendete sie 1968 ihre Laufbahn als Schauspielerin mit einer Folge der Fernsehserie Lieber Onkel Bill.
Nugent war von 1959 bis zu dessen Tod im Jahre 1968 mit dem Schauspieler Nick Adams verheiratet. Das Paar bekam zwei gemeinsame Kinder. Von 2002 bis zu dessen Tod 2018 war sie mit dem Fernsehproduzenten John G. Stephens verheiratet.

## Filmografie (Auswahl)
- 1943: The Man from Down Under
- 1944: Secret Command
- 1947: Endlos ist die Prärie (The Sea of Grass)
- 1947: It Had to Be You
- 1950: Im Dutzend billiger (Cheaper by the Dozen)
- 1950: Trail of Robin Hood
- 1951: Hochzeitsparade (Here Comes the Groom)
- 1952: Im Dutzend heiratsfähig (Belles on Their Toes)
- 1952: Arena der Cowboys (The Lusty Men)
- 1953: Fast Company
- 1954: Ma and Pa Kettle at Home
- 1954: Der einsame Adler (Drum Beat)
- 1958: Geraubtes Gold (The Badlanders)
- 1959: Die schwarze Hand der Mafia (Inside the Mafia)
- 1959: Razzia auf Callgirls (Vice Raid)
- 1968: Lieber Onkel Bill (Family Affair; Fernsehserie, eine Folge)